# Nova Mahala, Stara Zagora
Nova Mahala (în bulgară Нова махала) este un sat în Obștina Nikolaevo, Regiunea Stara Zagora, Bulgaria.

## Demografie
Componența etnică a satului Nova Mahala
     Bulgari (60,41%)
     Turci (10,2%)
     Romi (27,55%)
     Nicio identificare (1,81%)
La recensământul din 2011, populația satului Nova Mahala era de 715 locuitori. Din punct de vedere etnic, majoritatea locuitorilor (60,41%) erau bulgari, existând și minorități de romi (27,55%) și turci (10,2%). Pentru 1,81% din locuitori nu este cunoscută apartenența etnică.